# プリモスマルガタクワガタ
プリモスマルガタクワガタ(学名：Colophon primosi)は、甲虫目・クワガタムシ科・マルガタクワガタ属に属するクワガタムシ。本属で最も知名度の高い種である。
また、まるっこいユニークなフォルムから、「かわいい」との評判も多い。

## 形態
体長は26-39mm（♂）18‐22（♀）で本属最大となり、例外的に黒以外の体色を持ち、オスは黒の地色に大アゴ；脚；頭頂部はオレンジ色となる。
オスの大アゴは本属最長で形も大きく異なり、直線的に伸びてウサギの耳に似たような形となり、鈎のような先端は下側に湾曲し上からは確認しにくい。オスの交尾器は左右非対称。
メスも同じくオレンジ色の脚と頭頂部を持ち、他種との区別は容易い。
個性的な外見で知名度は高いが、入荷の規制（入手するには許可証が必要）などで入手するのが非常に困難である。

## 分布
南アフリカケープ州・スワートバーグ山脈
生息地は同属から最も離れて、そこで独自に進化して同属と大きく異なる外見を与えた考えられる。
マルガタクワガタは、南アフリカ南部の木がほとんど無い岩山に生息する。飛べないため移動力がなく、山ごとに違う種が住んでいて、これまでに16種が確認されている。中でもプリモスマルガタクワガタを含め、イザルトマルガタクワガタ、ヒュートンマルガタクワガタ、ネールマルガタクワガタなどが有名。